# Ministère des Transports (Yémen)
Pour les autres articles nationaux ou selon les autres juridictions, voir Ministère des Transports.
Le ministère des Transports (arabe : وزارة النقل) est le département ministériel du gouvernement yéménite chargé de veiller au bon fonctionnement des transports du pays.

## Liste des ministres
| Début            | Fin      | Ministre                     | Gouvernement                              |
| ---------------- | -------- | ---------------------------- | ----------------------------------------- |
| 18 décembre 2020 | En poste | Abdulsalam Saleh Humaid      | Maïn Abdelmalek Saïd (2)                  |
| 2017             | 2020     | Saleh al-Jabwani (ar)        | Ahmed ben Dagher Maïn Abdelmalek Saïd (1) |
| 2015             | 2017     | Murad Ali Mohamed            | Khaled Bahah (2) Ahmed ben Dagher         |
| 2014             | 2015     | Badr Baslama (ar)            | Khaled Bahah (1) Khaled Bahah (2)         |
| 2011             | 2014     | Waed Bathib                  | Mohamed Basindwa                          |
| 2007             | 2011     | Khaled Ibrahim al-Wazir (ar) |                                           |

## Annexe